# Freedom (California)
Freedom è un census-designated place (CDP) degli Stati Uniti d'America situato in California, nella contea di Santa Cruz.